# 夏無且
夏無（？—？），中国战国時代秦国的御医。

## 生平
前227年，燕国派荆轲出使秦国，图穷匕见，欲刺杀秦王政，荆轲围着柱子追秦王，因秦法规定秦国大殿侍从不能带兵器，夏無且用药囊扔向荆轲予以阻攔，其後秦王政拔剑击杀荆轲，並赏赐夏無且黄金200镒，称無且爱我。汉朝公孙弘（公孙季功）、董仲舒（董生）都和夏無且交友，他们把这件事告诉司马迁。